# 나홀로 뜰앞에서
《나홀로 뜰앞에서》는 김완선의 정규 2집 음반이다.

## 수록곡
| #  | 제목                   | 작사   | 작곡   | 재생 시간 |
| -- | ---------------------- | ------ | ------ | --------- |
| 1. | 〈나홀로 뜰앞에서〉    | 김창훈 | 김창훈 | 3:16      |
| 2. | 〈그대여 다시 오세요〉 | 김창훈 | 김창훈 | 4:12      |
| 3. | 〈선물〉               | 김창훈 | 김창훈 | 2:30      |
| 4. | 〈겨울풍경〉           | 김창훈 | 김창훈 | 3:13      |
| 5. | 〈어차피 우린〉        | 김창훈 | 김창훈 | 2:43      |

| #  | 제목                          | 작사   | 작곡   | 재생 시간 |
| -- | ----------------------------- | ------ | ------ | --------- |
| 1. | 〈슬픈 얼굴 보이긴 싫어〉     | 김창훈 | 김창훈 | 5:14      |
| 2. | 〈노란 벤취〉                 | 김창훈 | 김창훈 | 2:18      |
| 3. | 〈강변연가〉                  | 김창훈 | 김창훈 | 3:12      |
| 4. | 〈충격〉                      | 김창훈 | 김창훈 | 4:50      |
| 5. | 〈이 세상 어린이 (건전가요)〉 |        |        | 0:50      |

| #  | 제목                          | 작사   | 작곡   | 재생 시간 |
| -- | ----------------------------- | ------ | ------ | --------- |
| 1. | 〈리듬 속의 그 춤을〉         | 신중현 | 신중현 | 5:14      |
| 2. | 〈슬픈 얼굴 보이긴 싫어〉     | 김창훈 | 김창훈 | 2:18      |
| 3. | 〈노란 벤취〉                 | 김창훈 | 김창훈 | 3:12      |
| 4. | 〈강변연가〉                  | 김창훈 | 김창훈 | 4:50      |
| 5. | 〈이 세상 어린이 (건전가요)〉 |        |        | 0:50      |

## 크레딧
- 작사, 작곡 : 김창훈 (건전가요 제외)
- 편곡 : 연석원 (건전가요 제외)
- 기획 : 한백희
- Recording & Mixdown : 이태경
- Cutting : 장정관
- Photo & Design : 최성천

## 특이사항
- 김완선의 2집 앨범은 두 가지 버전이 있다. 첫 번째 발매 때는 1집과 마찬가지로 산울림의 멤버인 김창훈의 전곡 작사/작곡으로 이루어졌으며, 두 번째 발매 때 신중현의 〈리듬 속의 그 춤을〉이 B면 1번곡으로 추가되고 대신 〈충격〉이 빠졌다.
- 〈리듬 속의 그 춤을〉의 간주 부분 기타 솔로는 신중현의 아들이자 당시 록 그룹 시나위를 이끌고 있던 신대철이 연주했다.
- 〈충격〉은 작사/작곡자인 김창훈이 1992년 발표한 자신의 솔로앨범을 통해 〈SHOCK〉이란 곡으로 리메이크한 바 있고, 2011년 KBS의 밴드 오디션 프로그램 《TOP 밴드》의 우승 팀인 톡식이 4강전 경연에서 이 곡을 불렀다.
- <나홀로 뜰앞에서>는 2011년 MBC의 예능 프로그램인 우리들의 일밤 - 《나는 가수다》에서 적우가 불러 화제가 되었다.